# 니콜라이 티호노프
니콜라이 알렉산드로비치 티호노프(Николай Александрович Тихонов, 1905년 5월 14일 ~ 1997년 6월 1일)는 소비에트 연방의 정치인이다. 1920년
예카테리나기술대학교에 입학하여 1924년 학사학위를 취득한 뒤 엔지니어로 일하다가 우크라이나국립금속공학대학교에 들어가 1930년 박사학위를 취득했다. 레오니트 브레즈네프 집권 말기인 1980년부터 미하일 고르바초프가 서기장이 된 1985년까지 소비에트 연방 각료평의회 의장을 지냈다.
| 전임 알렉세이 코시긴 | 소련 각료평의회 의장 1980년 – 1985년 | 후임 니콜라이 리즈코프 |